# براد هيل
براد هيل (بالإنجليزية: Brad Hill)‏ مواليد 19 نوفمبر 1986، هو لاعب كرة سلة أسترالي بدأ مسيرته الاحترافية في سنة 2004 يلعب في الدوري الأسترالي لكرة السلة ويحمل الرقم 6. يبلغ طوله 6 قدم 6 بوصة (2.0 م).

## روابط خارجية
- براد هيل على موقع الاتحاد الدولي لكرة السلة (الإنجليزية)
- براد هيل على موقع كرة السلة الأوروبية.كوم (الإنجليزية)
- براد هيل على موقع ريلجم (الإنجليزية)
- براد هيل على موقع بروبوليرز (الإنجليزية)